# Brécey
Brécey je francouzská obec v departementu Manche v regionu Normandie. V roce 2011 zde žilo 2 159 obyvatel.

## Vývoj počtu obyvatel
Počet obyvatel 